# إلمر فولر ستون
إلمر فولر ستون (بالإنجليزية: Elmer Fowler Stone)‏ هو ضابط أمريكي، ولد في 22 يناير 1887 في ليفونيا في الولايات المتحدة، وتوفي في 20 مايو 1936 في سان دييغو في الولايات المتحدة.